# ترنت، دورست
ترنت (به انگلیسی: Trent) یک روستا و محله مدنی در بریتانیا است که در دورست غربی واقع شده‌است. ترنت  ۳۱۷ نفر جمعیت دارد.